# Lo Squadrone
Lo Squadrone - Cacciatori di Calabria è un documentario in 4 episodi sulla vita e le operazioni dello Squadrone eliportato carabinieri cacciatori "Calabria".

## Episodi
1. Piantagioni andata in onda il 22 marzo 2018
2. Sottosopra  andata in onda il 29 marzo 2018
3. Il Genio andata in onda il 5 aprile 2018
4. Pane Burro e Salame andata in onda il 12 aprile 2018